# Cazac (Haute-Garonne)
Cazac település Franciaországban, Haute-Garonne megyében. Lakosainak száma 78 fő (2022. január 1.). Cazac Ambax, Casties-Labrande, Labastide-Paumès, Riolas és Sénarens községekkel határos.

## Népesség
A település népességének változása:
| Lakosok száma | 109  | 83   | 84   | 80   | 85   | 87   | 88   | 86   | 85   | 78   |
|               | 1968 | 1982 | 1990 | 2006 | 2013 | 2015 | 2017 | 2019 | 2020 | 2022 |